# 自由、平等、友愛

フランス政府広報のロゴマーク

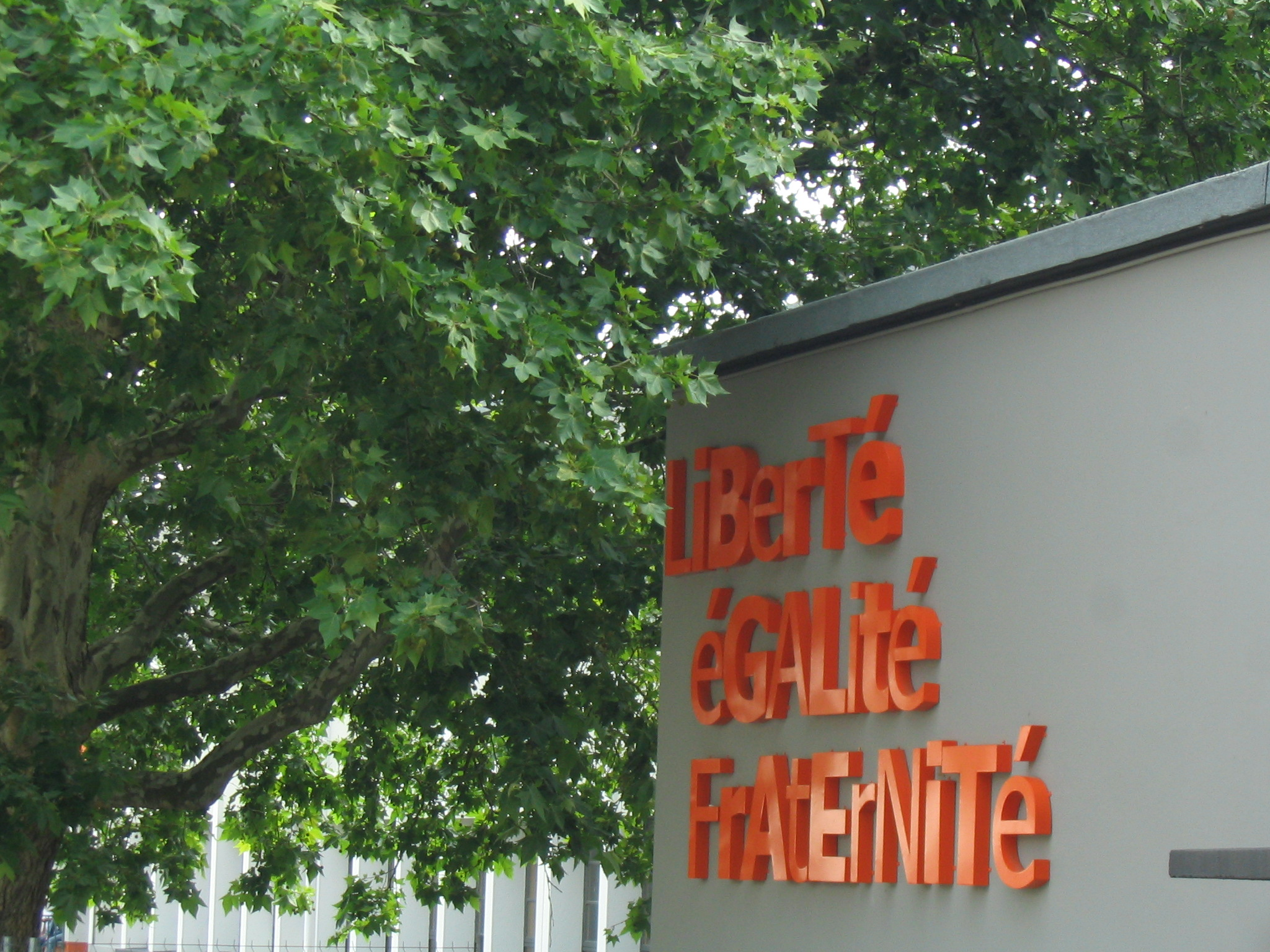
公立学校に標示されたフランス共和国の標語

「自由、平等、友愛」（じゆう、びょうどう、ゆうあい、フランス語: Liberté, Égalité, Fraternité «リベルテ、エガリテ、フラテルニテ»）は、フランス共和国の標語である。その起源はフランス革命にあり、革命期のスローガンの中の1つであったが、公式に国の標語として採用されることになるのは19世紀末の第三共和政になってからである。
「自由、平等、博愛」（—はくあい）と訳されることもある。このフランス語が日本で知られ始めたのは日本の開国の期間であり、当時のフランスでは、ブルジョワ階級による慈善活動の影響で fraternité に慈善・博愛などの要素が付加されていた。そのため当時の日本では fraternité が博愛として解釈された。中江兆民やその弟子幸徳秋水らは「自由、平等、博愛」を使用した。のちにフランスでは、fraternité から階級差別的な慈善・博愛の意味合いが失われたが、日本では「自由、平等、博愛」の訳が併用され続けている。

## 歴史
「自由、平等、友愛」はフランス革命に由来する。1790年以降の、第一共和政が宣言される前の公開討論に出現している。

### 起源
この標語の起源を、歴史家モナ・オズーフはこう説明している――
この決まり文句の歴史を革命以前まで辿ることは恐らくできるであろうし、我々の建物のペディメントに飾られるこの魔法の3語が18世紀には既に、思想界で好まれる言葉の中に入っていたことを指摘できるであろう。しかし、これらの他にも「友情」「慈善」「誠実」「団結」といった数多くの言葉もまたそうであった。フリーメイソンは特に「平等」の語をよく用い、頻度は落ちるが「友愛」も用いた。ただし「自由」にはむしろ冷淡さを示し、（例えば「救済、力、団結」のような）3つの語からなるリズムを好むにもかかわらず「自由、平等、友愛」という配列には全くの無関心であった。啓蒙思想の語彙を長期的に収集してみてもこれもまた期待外れに終わる。啓蒙思想の語彙を砂金採集のようにして篩にかければしばしばこの3つの語が光っているのが見付かるだろうが、それはばらばらの粒であって、3つの語が組となって現れるのは極めて稀である。(...) 

### 修史的な検討
引き続き、モナ・オズーフによれば――
この標語の誕生は派手なものではなく、明瞭なものでもない。（中略）アルフォンス・オラールは、この標語が革命のプロセスの各段階に対応する3つの運動によって順次形成されたものであると示唆している。最初が「自由」で、これは革命初期において最も人気のある概念であった。次いで、1792年の8月10日事件（ルイ16世の逮捕）を端緒に「平等」が浮上する。「友愛」の芽が出るのは山岳派支配の時期の終わりになってやっとであった。この標語の3拍子は歴史時間の流れのリズムであったということになる。アルベール・マチエもオラールと同意見であるが、「友愛」がもたらされたのはさらに後のことで、フリーメイソンを起源として、1848年になってやっと認められるようになったのではないかとしている。革命暦の構成もこうした仮説の支持材料となる。1789年7月14日に始まる年を「自由元年」、1792年8月10日に始まる年を「平等元年」（自由4年）としているのである。

### 初期の使用

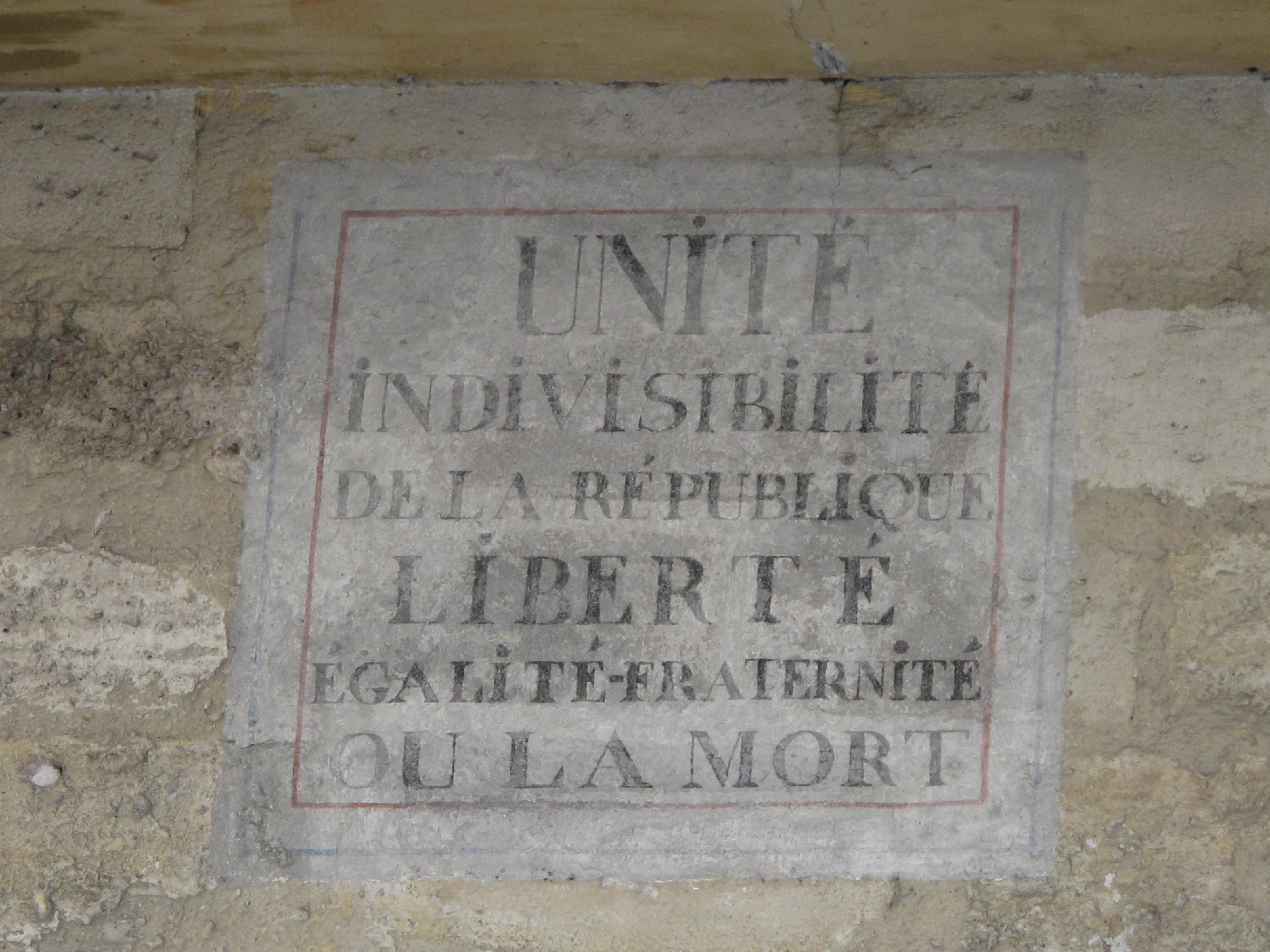
ラニー＝シュル＝マルヌの壁に書かれた「共和国の団結と不可分。自由、平等、友愛、さもなくば死」

フランス革命初期においては友愛（博愛）の言葉は使われず、スローガンは「自由、平等、財産」の言葉が一般的であった。前述のオズーフの解説にあるように、最後の一語には様々なバージョンがある。
標語の最後の言葉が友愛に変わったもののなかで、文書が残る最古はマクシミリアン・ロベスピエールが書いたもので、1790年12月の中旬に印刷され、人民結社（民衆協会）を通じてフランス全土に広まった『国民軍の設立に関する演説』であった。ただし、国民軍の設立が立憲議会で議論された1790年12月5日、1791年4月27-28日のいずれでも実際にこの演説がなされることはなかった
。カミーユ・デムーラン、イギリス人フィリップ・スタンホープ、アントワーヌ＝フランソワ・モモロもこの言葉を口にしている。
モモロは1791年5月29日にもコルドリエクラブでこの標語を取り上げているので、この標語を広めたモモロこそが「自由、平等、友愛」の発案者であるという説が古くからあるが、最初に誰が言い出したのかは記録がはっきりしない。
ナンシー事件のシャトーヴューのスイス傭兵を称えて行われた「自由の祭典」の際にもこの標語が前面に押し出されており、パリ・コミューンの長、ジャン＝ニコラ・パシュは1793年6月21日に、各所の壁にこの標語を書かせた――「自由、平等、友愛、さもなくば死」。特に共和暦V年からVII年の総裁政府が友愛の誓いの代わりに王党派と無政府主義者への憎しみの誓いを奨励したこともあり、この標語は革命の終息と共に徐々に見捨てられていった。

### 後世
この標語は共和国の方針そのものと共に損われた――第一帝政と復古王政の期間はこの標語は姿を消し、1830年の7月革命で再び姿を現す。それからは、革命家たちによって繰り返し権利として要求されるようになる。共和国の原理としての認知に大きく関与したピエール・ルルーのほか、アレクサンドル・ルドリュ＝ロランやフェリシテ・ド・ラムネーなどである。テオドール・デザミとジャン＝ジャック・ピヨを中心とするベルヴィルの共産主義者たちによる最初の饗宴でも、友愛が「共同体」の創設を支えるのに寄与する限りにおいてという条件でこの標語は承認された。1848年のフランス革命に伴い、1848年2月27日にルイ・ブランによってこの標語は第二共和政の正式な標語とされた。
しかしながら、共和国はもう一度分裂する――1848年の労働者蜂起の鎮圧と帝政の復活はこの3語の哲学と射程を再び疑問に付した。
1880年になりようやく全ての公共施設のペディメントにこの標語が掲示されるようになる。第三共和政において、この標語は共和国の公式な象徴として採用された。

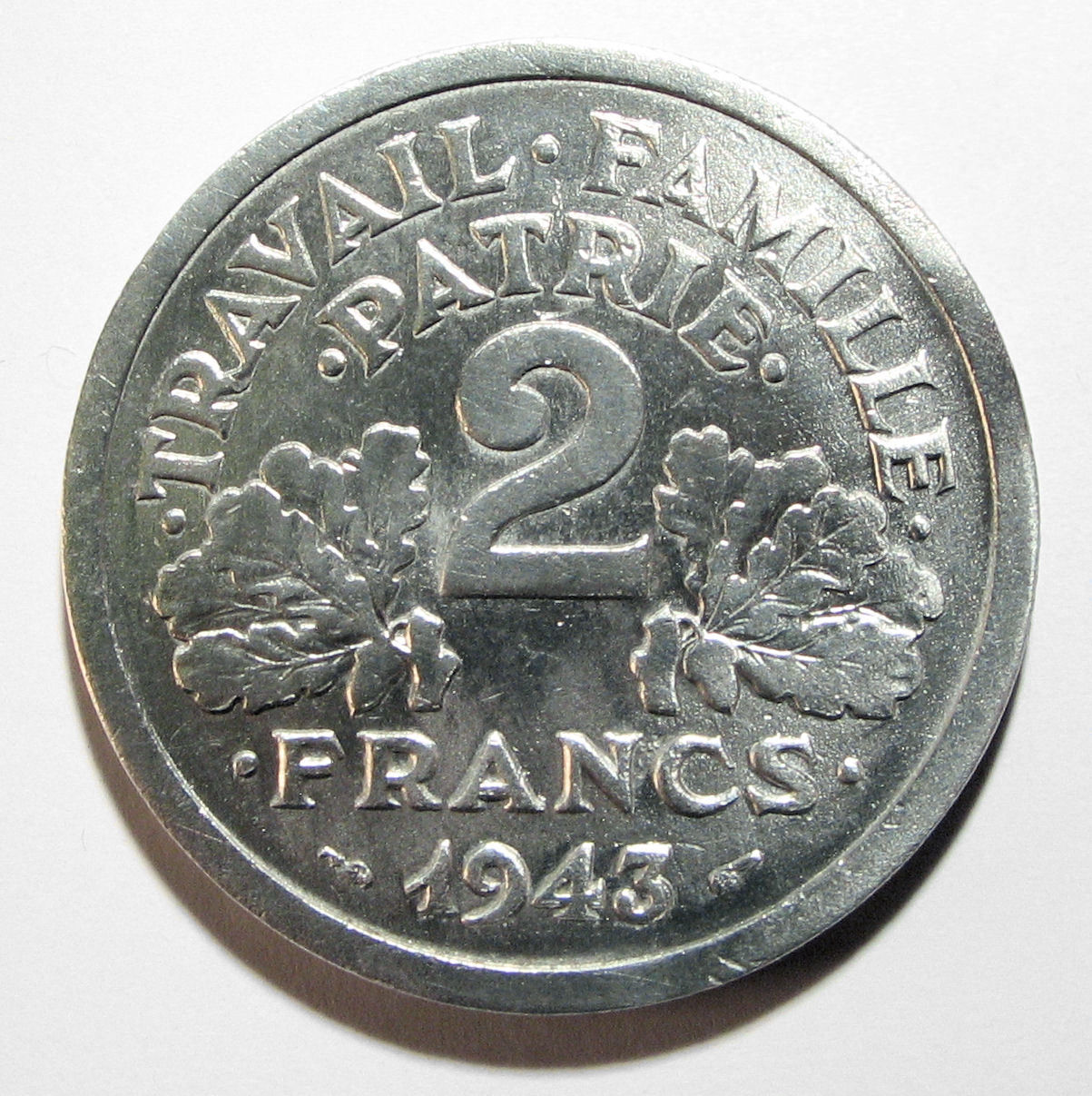
「労働、家族、祖国」と刻印された1943年の2フラン硬貨

ヴィシー政権はこの標語を「労働、家族、祖国」に置き換えた。自由フランスにおいては「自由、平等、友愛」の標語は1年ほどの間は「政治的」であるとして時勢的な理由から避けられていたが、1941年の秋からは再び掲げられるようになった。
20世紀半ばには、この標語は1946年憲法の発布と共にフランス共和国の歴史に恒久的に刻まれた。
1948年国際連合総会で採択された世界人権宣言の第1条にもこの標語の精神が継承された。
全ての人間は生まれながらに尊厳と権利において自由にして平等である。人間は理性と良心を授けられており、互いに友愛の精神をもってふるまうべきである。   『世界人権宣言』第1条

## それぞれの語が持つ意味

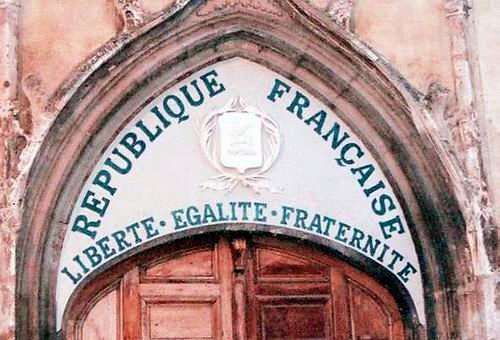
政教分離法を受けて1905年に国有教会のティンパヌムに掲げられた銘

### 自由
1789年の人間と市民の権利の宣言は自由をこう定義している――
自由とは、他者に害をなさぬあらゆることを行うことができるということである。よって、各人の自然権の行使には、それが社会の他の人々が同じ諸権利を享受することを保証するもの以外には限界がない。こうした限界は法によってのみ決定される。
1793年の人間と市民の権利の宣言
では定義はこう修正されている――
自由とは、他者に害をなさぬあらゆることを行う属人的な権利である。それは自然を原則とし、正義を規則とし、法を防壁とする。その倫理的な限界はこの格言にある通りである――己の欲せざる所は人に施すなかれ。
「自由に生きるか、さもなくば死を」は共和国の重大なスローガンであった。

### 平等
標語の2番目である「平等」は法が全ての人民に対して同じであり、生まれや身分による差別は廃止され、全員がその資力に応じて国庫に寄与しなければならないことを意味する。1793年の人間と市民の権利の宣言はこう宣言している――
全ての人間は生まれながらにして平等であり、法の下で平等である。
1795年の人間と市民の権利と義務の宣言では――
平等とは、保護を与えるにせよ、罰を与えるにせよ、法は全ての人間に対して同一であるということである。生まれによるどのような差別も、また権力のどのような世襲も許されない。
平等にもやはり社会的な側面があり、ロベスピエールによれば、平等は祖国と共和国への愛から生じ、それは極端な富の偏在を許さないからである。共和国の創設者にとっては、「平等」は世襲を廃し、各人が仕事を持ち、課税は累進的なものであることを要求するものであった。要するに、サンキュロット（労働者）の平等はブリッソー派（ブルジョワジー）の平等とは異なるものであった。ジャン＝ジャック・ルソーは平等を、自由と不可分なもので、
いかなる市民も他の市民を金で買うほど豊かであってはならず、またいかなる市民も自らを売らざるを得ないほど貧しくあってはならない。
という主題として定義した。

### 友愛

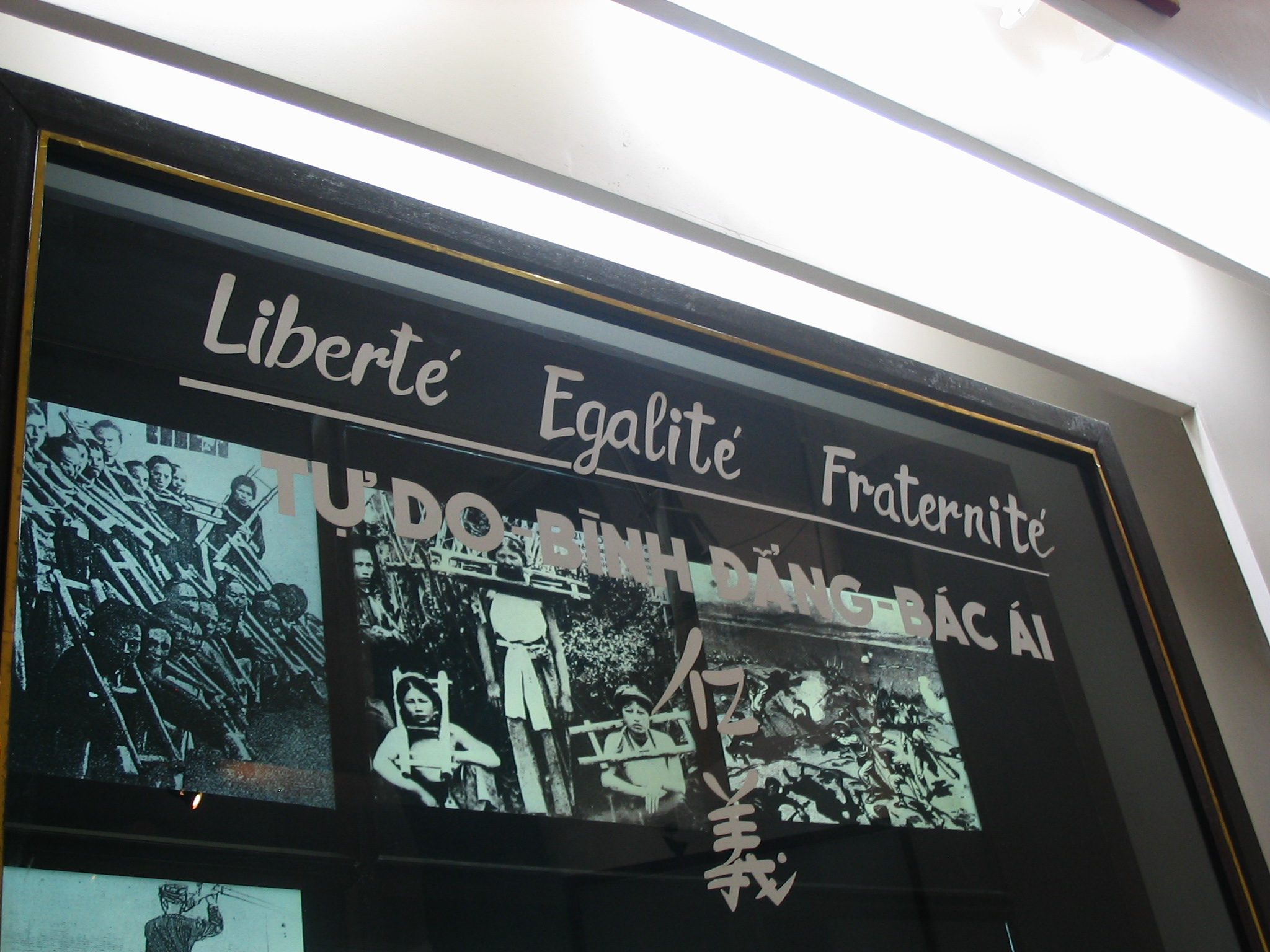
ベトナムのホー・チ・ミン博物館にある「自由、平等、友愛」の展示。フランスの植民地支配下で拷問されたベトナム人たちの写真と重ね合わされている。

標語の3番目である「友愛」は、共和暦3年憲法の前文である1795年の人間と市民の権利と義務の宣言でこう定義されている――
己の欲せざる所は人に施すなかれ。常に、自分がされたいと思う善事を他者に施すように。
フランス革命の間は、「友愛はフランス人のみならず外国人も含め、自由と平等の実現と維持のために戦う全ての者を抱擁するという十全な使命を持っていた。」
哲学者で、『エスプリ』誌の元編集長のポール・チボーによれば、
自由と平等が権利として受け取られうる一方で、友愛は各々が他者に対して負う義務である。よって、これは倫理的なスローガンなのである。
つまり、友愛とは他者に対する親愛の念というだけではなく、社会・共同体への義務・奉仕を意味するのである。